# PCMプロセッサー

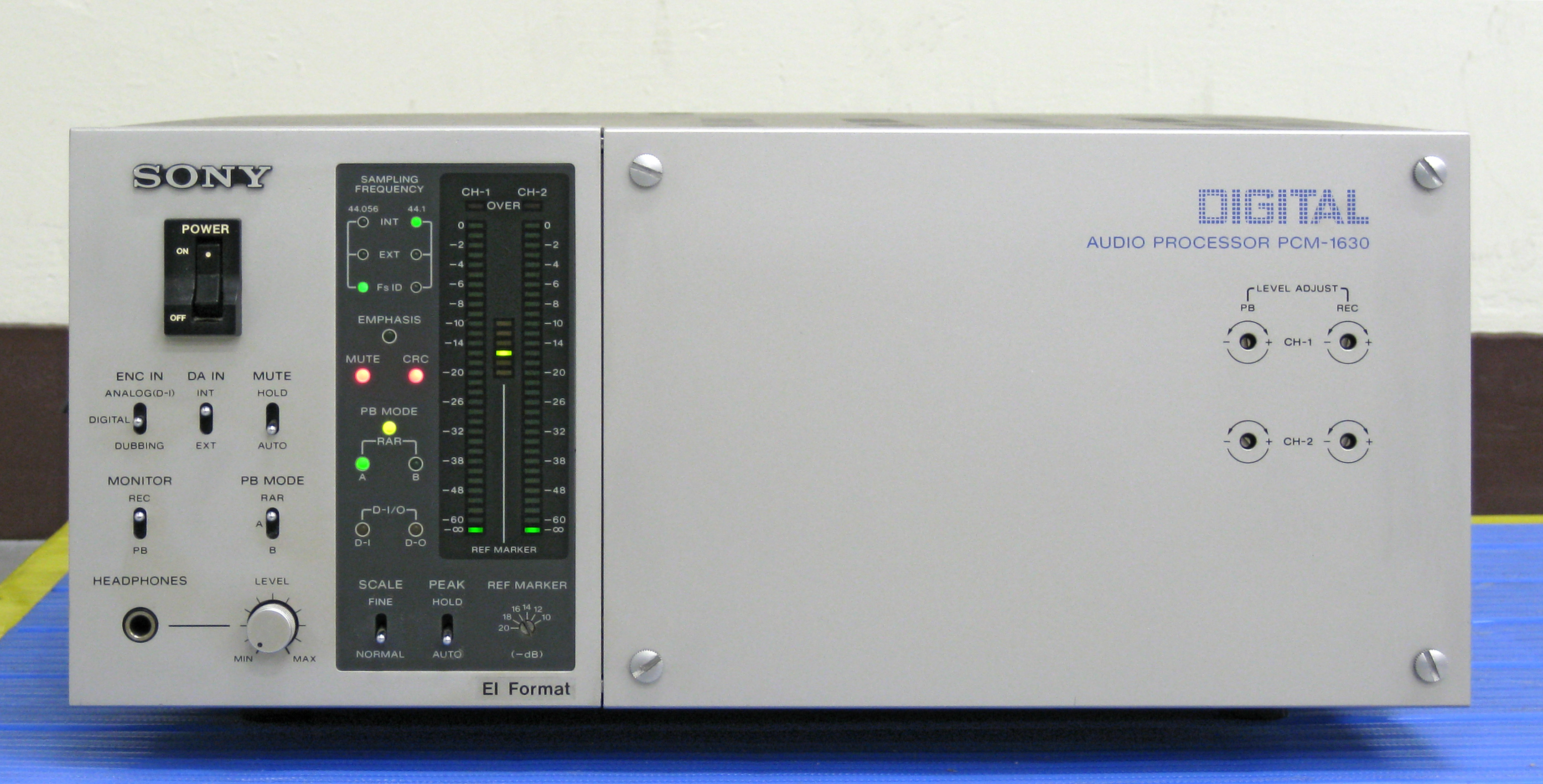
SONY PCM-1630

PCMプロセッサー（ピーシーエムプロセッサー）とは、アナログビデオテープレコーダと組み合わせて、一種のDATとして利用するための装置。名前はパルス符号変調（PCM）から。フロントエンドにA/D変換とD/A変換の装置を備え、バックエンドにデジタル符号とNTSC信号などとを相互に変換する装置を備える。統一規格がありかつては民生用機器も発売され、Hi-Fi目的等に用いられた。

## 概要
PCMプロセッサーは、録音時には入力されたアナログ音声をPCMによってデジタル化し、さらにそれを映像信号に変換する。再生するときはその逆の動作を行う。これにより、アナログVTRに接続することでデジタル録音機として使えるようになる。
当時、民生用の範囲でデジタル記録可能な音響機器は存在していなかった。PCM音声に必要な通信路容量は「（サンプリング周波数）×（量子化ビット数）×（チャンネル数）」、具体的に計算してみると44.1kHz, 16ビット, 2chステレオで1411.2kbpsにも及び、これを記録するには最低でも1MHz程度の帯域幅が必要となる。聴覚#可聴域を扱えれば事足りた音響機器では記録できない。そこで、3MHz程度の帯域幅を持つ映像機器（家庭用VTR）に記録するアイデアが生まれた。これがPCMプロセッサーである。

## 歴史
PCMプロセッサーの歴史は、PCM録音機の歴史に遡る。初期のシステムは、A/D・D/Aコンバーターと磁気記録装置を一体化したレコーダーの形態であり、日本が世界をリードしていた。PCMプロセッサーは、その後のCDの商品化に向けてレコーディングスタジオを中心にデジタル化が進められる中でデジタル磁気記録再生用の信号変換機器として独立し、業務用と家庭用の製品が発売された。この項では、固定ヘッド一体型方式の製品はPCMプロセッサーの範疇ではないために参考程度にとどめ、主にVTRを記録再生装置として使用する回転ヘッド型向けのものを掲げる。
- 1969年5月 - NHK放送技術研究所、世界初のデジタル録音機（回転ヘッド）の試作品を完成。標本化30kHz、量子化12ビット5折線、2ch。[1]
- 1972年3月 - 日本コロムビア（現・デノンコンシューマーマーケティング）、2インチVTR[注 1]を使用（改造）した世界初の実用型デジタル録音機「DN-023R」（回転ヘッド・バーティカルスキャン）を完成、録音を開始。標本化47.25kHz、量子化13ビット直線、8ch。[1]
- 1974年 - ソニー、2インチVTRを使用するデジタル録音機「X-12DTC」（固定ヘッド）を完成。標本化52kHz、量子化13ビット直線、2ch。
- 1976年10月 - 「全日本オーディオフェア」にて試作機が登場。
- 1977年1月 - 日本コロムビア、2インチVTRを使用した、改良型デジタル録音機「DN-034R」が完成。標本化47.25kHz、量子化14ビット直線、8ch。S/N比・ダイナミックレンジ向上の為に、エンファシス機能が追加される。この機種は同年3月にパリで開催されたAESで発表、同時にこの機種を使いヨーロッパで録音を開始。[1]
- 1977年6月 - ソニー・NHK放送技術研究所の共同開発による、U-matic VTRにも対応したプロセッサー「PAU-1602」を開発。標本化44.1kHz、量子化16ビット直線、2ch。
- 1977年9月 - ソニー、世界初のPCMプロセッサー「PCM-1」発売（定価 480,000円）。標本化44.056kHz、量子化13ビット3折線、2ch。

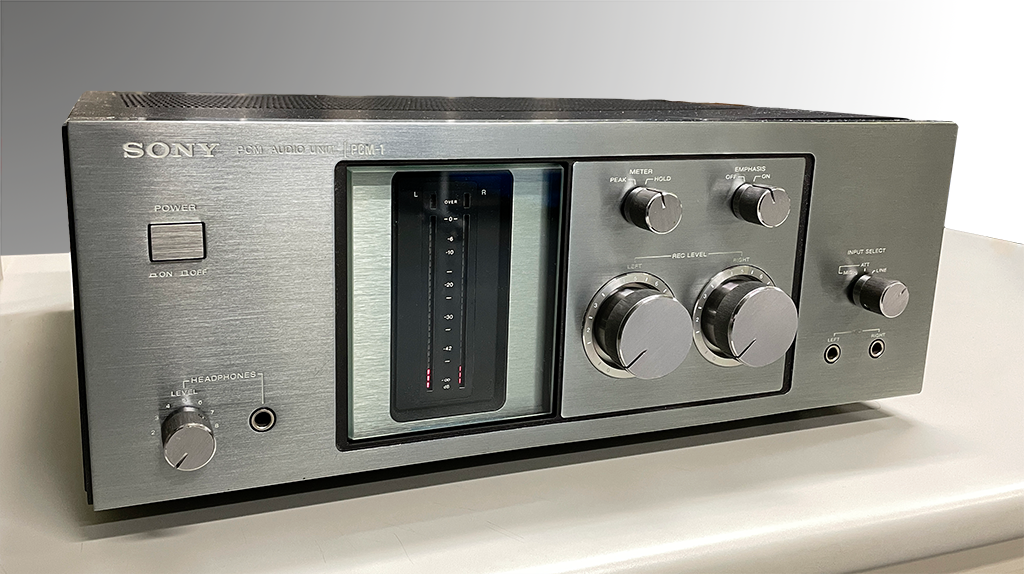
SONY PCM-1

- 1978年4月 - ソニー、業務用PCMプロセッサー「PCM-1600」発売。標本化44.056kHz、量子化16ビット直線、2ch。専用のUマチックVTRとセットで使用する。録音スタジオでのマスタリングに用ることを前提とし、スタジオ録音のデジタル化の推進役となった。
- 1979年 - 日本電子機械工業会（EIAJ）が、“標本化周波数44.056kHz、量子化14ビット直線”を日本における家庭向けPCMプロセッサーの統一規格として策定する。以降、これに準拠したPCMプロセッサーが各社から発売される。
- 1979年6月10日 - ソニー、EIAJ統一規格型PCMプロセッサ3機種を発売。「PCM-100」（定価 1,500,000円）。標本化44.056kHz、量子化14ビット直線。「PCM-10」（定価700,000円）。標本化周波数44.056kHz、量子化12bit3折線。「PCM-P10（再生専用機）」（定価 500,000円）。
- 1979年6月 - 東京芝浦電気（現・東芝）、Aurex「PCM MARK-II」発売（定価 750,000円）。標本化44.056kHz、量子化12bit5折線。
- 1979年6月13日 - 松下電器産業（現・パナソニック）、「SH-P1」発売（定価 800,000円）。標本化44.056kHz、量子化12bit3折線。
- 1979年6月20日 - シャープ、OPTONICA「RX-1」発売（定価 590,000円）。標本化44.056kHz、量子化12bit3折線。
- 1979年8月1日 - 三洋電機、OTTO 「PCA-10」発売（定価 580,000円）。標本化44.056kHz、量子化14bit相当。
- 1979年 - 日本コロムビア、「DN-035R」を開発。標本化44.1kHz、量子化16ビット直線、4ch。U-matic VTRにも対応。エンファシスによって約100dBのダイナミックレンジを確保。[1]
- 1979年 - 日本ビクター（現・JVCケンウッド）、「VP-1000」発売（定価 不明）。標本化44.056kHz、量子化14ビット直線。
- 1979年 - 日立製作所（現・日立コンシューマエレクトロニクス）、Lo-D「PCM-1400」発売（定価 1,500,000円）。標本化44.056kHz、量子化14ビット直線。
- 1980年 - 日本ビクター、業務用「BP-90」発売。
- 1980年 - ソニー、業務用PCMプロセッサー「PCM-1610」発売。PCM-1600の改良版。1982年10月1日に発売されたコンパクト・ディスクのマスター制作用としても使用できるよう、44.056kHzと44.1kHzの両方の標本化周波数に対応させた。量子化は16ビット直線。CD発売当初から、同マスタリングシステムとしても、世界中のCD制作現場で使用された。
- 1981年 - ソニー、重さ4kgのポータブルPCMプロセッサー「PCM-F1」発売（定価 250,000円）。EIAJ統一規格型PCMプロセッサとしては、初の16ビット直線に対応した（切り替えで、14ビットでの録音も可能）。β方式VTR「SL-F1」と共通のデザインを採用。尚、これ以降に発売されたソニーのEIAJ統一規格型PCMプロセッサは全て、量子化が14/16ビットの切り替え式で録音できる仕様となった（再生は自動検知）。
- 1981年 - 松下電器産業、「SV-P100」発売（定価 600,000円）。VHS方式VTRが一体化された製品。
- 1982年 - 日立製作所、Lo-D「PCM-V300」発売（定価498,000円）。VHS方式VTRが一体化された製品で、テレビチューナーを接続すれば通常のビデオデッキとしても使用可能。
- 1983年3月 - 松下電器産業、「SV-100」発売（定価 148,000円）。SV-P100からPCMプロセッサーを独立させた。
- 1983年 - ソニー、「PCM-701ES」発売（定価 168,000円）。
- 1984年 - ソニー、「PCM-501ES」発売（定価 99,800円）。
- 1985年 - ソニー、業務用PCMプロセッサー「PCM-1630」発売。PCM-1610の基板構成を集約し、記録再生時のエラー訂正機能をさらに強化した。DMR-4000（U-matic VTR BVU-820の専用機化）とともに使用することが前提で、事実上のCDマスタリングシステムとして世界中のCD制作現場で使用された（2010年3月、サポート終了）。
- 1985年 - ソニー、「PCM-553ESD」発売（定価 150,000円）。日本で発売されたEIAJ統一規格型PCMプロセッサとしては、唯一、同軸デジタル出力が付いている。米向け海外仕様としては、「PCM-601ESD」として発売。

## 規格
当時普及が始まっていたカセット式VTRをそのまま活用することを目的にしたため、VTRに記録できるようにデジタル音声を映像信号として出力するようになっている。VTRには、水平同期周波数がNTSCカラー映像信号の(約)15.734kHzのものと15.75kHzのものがあった。このため、PCMプロセッサーの標本化周波数も44.056kHz(NTSC)と44.1kHz(15.75kHzベース)に分けられることになった。（NTSCのHSYNCは正確には 15.75 × 1000 / 1001 = 15.3426(kHz) で、15.3426 × 3 × 14 / 15 = 44.5594 ≒ 44.056、15.75 × 3 × 14 / 15 = 44.1。1 / 15 は垂直帰線区間でVTRが映像信号を保存しない区間）
当時普及し始めていた「カセット方式VTR」にはU規格（Uマチック）、ベータマックス、VHSの3種類があったが、これらは内部の信号処理に微妙な違いがあり、たとえば PCM-1 ではベータマックスでは使えるがVHSでは使えないといった互換性の問題が生じた。このため、日本ではEIAJが仲介に入り、ベータマックスとVHSのいずれにも対応できる規格「EIAJ/PCM」が策定された。
CDのマスタリング作業には、PCM-1600の後継機にあたるPCM-1610、PCM-1630が事実上の標準となり、これとUマチックVTRを組み合わせたシステムが数多くのマスタリングスタジオに導入された。

## その後
記録デバイスの進歩にともない、デジタル音声を小型のテープやディスクに記録する新しい規格が次々に現れた。これらはいずれも当初からデジタル音声の記録を前提としており、PCMプロセッサーに相当するAD/DA変換機が内蔵されていた。主な規格は以下の通りである。
- 8ミリビデオ - 1985年1月に登場した小型の家庭用VTR。当初からPCM音声が規格化されており、映像信号とともに2chのPCM音声が記録可能であった。またPCM音声のみの長時間録音にも対応した据え置き型デッキもあった。
- DAT - 1987年3月に登場した小型の家庭用デジタル録音テープ。個人向けの機種も数多く製造・販売されていたが価格そのものが高価だったため、後述するDCC程ではなかったものの、一部の愛好家を除きあまり普及しなかったが、放送局やレコーディングスタジオなどの業務用の分野では一定の評価があった。
- MD - 1992年11月に登場したデジタル録音ディスク。光磁気ディスクの技術を応用している。
- DCC - 1992年9月に登場した家庭用デジタル録音テープ。コンパクトカセットと形状互換性があるがハードウェアの制約上、既存のコンパクトカセットを用いて純粋なアナログ録音をすることが不可能だった（ただし、再生は可能だった）ため、登場から4年以内にすべての機種が製造・販売終了となり短命に終わった。
- NT - 1992年2月にソニーが発売した超小型デジタル録音テープ。
- CDレコーダー - 1991年6月（業務用。ただし一般用は1998年3月）に登場。CD-RおよびCD-RWディスクへ録音。

上記の媒体はいずれも利便性で旧来のVTR（+PCMプロセッサー）を圧倒しており、家庭用PCMプロセッサーは早々と生産が中止された。2004年には（おそらく最後のPCMプロセッサーである）PCM-1630の生産が終了した。2010年現在、アナログVTRは市場からほぼ姿を消しており、PCMプロセッサーという言葉も死語になりつつある。
また、1982年にCDが登場してからは音楽はデジタル信号として販売されるようになり、アマチュア音楽バンドの録音や野外での生録音など一部の需要を除き、家庭内でのAD変換の必要性が一時減少したが、現在では既存のICレコーダーを基に更なる高音質を追求し、ハイレゾ品質による録音・再生が可能なリニアPCMレコーダーや動画共有サービスへの投稿需要などで音声AD変換機能を持つパーソナルコンピュータの周辺機器が販売されている。

### 装置
- デジタルオーディオ
  - VTR
  - CD
  - DAT
  - MD
  - DCC
  - リニアPCMレコーダー